# Santo Domingo (políptico de 1472)
Santo Domingo es una pintura al temple y oro sobre tabla de 94 x 27 cm, de Carlo Crivelli, datado en 1472 y conservado en el Museo Metropolitano de Arte de Nueva York. Formaba parte del Políptico de 1472.

## Historia
El políptico, probablemente en origen en la iglesia de Santo Domingo de Fermo, fue desmembrado poco después de 1834, y los paneles dispersados en el mercado anticuario. Santo Domingo, junto con el San Jorge, estuvo en la colección del cardenal Fesch en Roma hasta 1840, encontrándose en 1863 en la colección londinense del reverendo Walter Davenport-Bromley. Posteriormente pasó a Lady Ashburton y en 1905 fue adquirido por el museo neoyorquino.

## Descripción y estilo
Sobre un fondo dorado elegantemente trabajado como un damasco, santo Domingo aparece girado hacia María en una pose que recuerda la de San Nicolás de Bari en el otro lado. Domingo, con el hábito dominico y tonsura, es reconocible por su atributo típico: el lirio blanco que ofrece a María, en reconocimiento de su pureza. Con los ojos mira al Niño del panel central del políptico (la Madonna Linsky en el mismo museo), el cual se le acerca enérgicamente con los brazos extendidos: un gesto tan explícito se explica por la prominencia del santo, titular de la iglesia a la cual estaba destinada el retablo.
Rostro y manos tienen una intensa carga expresiva a pesar de la actitud relajada: esto se debe a la minuciosa investigación naturalista del artista, cuidando de mostrar toda variación en la epidermis así como debajo el trazado de huesos, tendones y venas pulsantes. Este característico hiperrealismo, derivado principalmente del estudio de Donatello, se une a una atención del todo análoga y paralela hacia el aparato decorativo, constituyendo una curiosa combinación, el núcleo de su poética, muy original en el panorama italiano de la época.